# Cheiracanthium ligawsolanum
Cheiracanthium ligawsolanum is een spinnensoort uit de familie Cheiracanthiidae.
De wetenschappelijke naam van de soort werd in 1995 gepubliceerd door Alberto Barrion & James Allen Litsinger.